# Eternal Tears of Sorrow
Eternal Tears of Sorrow, comunemente abbreviato in EToS, è un gruppo musicale symphonic/melodic death metal finlandese fondato nel 1994 a Pudasjärvi, nell'Ostrobotnia settentrionale.

## Storia del gruppo
Il primo nucleo della band nasce nel 1991 con il nome di Andromeda; allora dediti al thrash metal, diedero alla luce il demo di 4 tracce The Fourth Dimension nel 1992. Nel 1993, dopo aver pubblicato un demo strumentale con il nome D.W.N., passarono al nome di Moshington D.C. inserendo elementi death metal al proprio genere; pubblicarono nello stesso anno il demo Beyond The Fantasy. Nel 1994 gli unici membri reduci dai vari cambi di formazione, ovvero Altti Veteläinen, Jarmo Puolakanaho e Olli-Pekka Törrö, cambiarono nuovamente nome nell'attuale Eternal Tears of Sorrow. La band si scioglie inizialmente nel 2001 ma tornerà attiva nel 2004 con una nuova formazione.

## Formazione

### Formazione attuale
- Altti Veteläinen - voce, basso elettrico (dal 1994)
- Jarmo Kylmänen - voce (dal 2008)
- Jarmo Puolakanaho - chitarra (dal 1994)
- Janne Tolsa - tastiere (dal 2005)
- Juho Raappana - batteria (dal 2008)

### Ex componenti
- Olli-Pekka Törrö -  chitarra (1994-1999, anche in Andromeda 1992 e MDC 1993)
- Pasi Hiltula - tastiere (1999-2003)
- Antti-Matti Talala - chitarra (1999-2000)
- Antti Kokko - chitarra (2001-2003)
- Petri Sankala - batteria (1999-2008)
- Risto Ruuth - chitarra (2005-2009)

## Discografia
Album in studio
- 1997 - Sinner's Serenade
- 1998 - Vilda Mánnu
- 2000 - Chaotic Beauty
- 2001 - A Virgin and a Whore
- 2006 - Before the Bleeding Sun
- 2009 - Children of the Dark Waters
- 2013 - Saivon Lapsi

Demo
- 1994 - The Seven Goddesses of Frost
- 1994 - Bard's Burial

Come Andromeda
- 1992 - The Fourth Dimension
- 1992 - II

Come D.W.N.
- 1993 - DWN

Come M.D.C.
- 1993 - Beyond the Fantasy

Singoli
- 2001 - Last One For Life
- 2009 - Tears of Autumn Rain